# Rue Croix-des-Petits-Champs
A Rue Croix-des-Petits-Champs é uma rua no 1º arrondissement de Paris, França.

## Nome
A rua foi construída em um terreno que consistia em jardins chamados petits champs ("pequenos campos"). Uma cruz (croix em francês) estava situada ao lado de uma casa na rua, próximo da Rue des Pélicans.

## História
Uma parte desta via pública foi aberta durante o reinado de Filipe Augusto. Em 1685, como parte da reorganização da Place des Victoires, o rei Luís XIV solicitou que as casas da estrada fossem alinhadas para abrir uma perspectiva sobre sua estátua de bronze. A parte da rua afetada por esta decisão foi batizada de Rue d'Aubusson em homenagem a François, Vicomte d'Aubusson, que na época estava construindo um hôtel particulier na Place des Victoires. Mais tarde, o nome Rue Croix-des-Petits-Champs foi utilizado para toda a estrada. No Germinal 3, Ano X (24 de março de 1802), uma decisão ministerial assinada por Jean-Antoine Chaptal fixou a largura mínima da rua em 10 m. A largura mínima foi estendida para 12 m por uma ordem real de 2 de maio de 1837. 